# 足利市農業協同組合
足利市農業協同組合（あしかがしのうぎょうきょうどうくみあい、略称：JA足利）は、栃木県足利市に本店を置く農業協同組合である。管轄地域は栃木県足利市。

## 沿革
- 1960年（昭和35年）9月1日 - 三重・山前の2農協が合併し、（旧）足利市西農業協同組合が発足する。
- 1964年（昭和39年）3月1日 - 足利・毛野・北郷・名草・富田の5農協が合併し、足利市農業協同組合が発足する。
- 1964年（昭和39年）3月1日 - （旧）足利市西・葉鹿・三和・小俣の4農協が合併し、足利市西農業協同組合が発足する。
- 1964年（昭和39年）3月1日 - 久野・筑波・矢場川・御厨・梁田の5農協が合併し、足利市南農業協同組合が発足する。
- 1977年（昭和52年）3月1日 - 足利市・足利市西・足利市南の3農協が新設合併し、足利市農業協同組合が発足する。

## 管轄地域
- 足利市

## 施設

### 本店
- 本所
〒326-0036 栃木県足利市弥生町20

### 支店・経済/融資センター
| - 足利融資センター - 足利支所 - 毛野支所 - 北郷支所 - 北郷経済センター - 名草支所 - 富田支所 - 久野支所 - 筑波支所 - 矢場川支所 - 梁田支所 | - 御厨支所 - 御厨融資センター - 御厨経済センター（経済センター本店） - 三重支所 - 山前支所 - 山前経済センター - 葉鹿支所 - 葉鹿融資センター - 三和支所 - 小俣支所 |

### 農産物直売所
| - あんあん雷電 - あんあん弥生 - あんあん五十部 | - あんあん八椚 - あんあん百頭 |

### 自動車・農業機械関連
- JA足利サービス株式会社

### 給油所
- じゃすぽーと足利SS（株式会社JAエルサポート）

### 葬祭場
- レインボー足利
- セレモニーホールレインボー足利東ホール
- セレモニーホールレインボー足利西ホール

### デイサービス
- デイサービスセンターらいでん

## 特産品

### 野菜
- トマト

### 果物
- イチゴ

### その他
- ビール麦
- 米
- 小麦